# Lijst van rijksmonumenten in Wullenhoven
De buurtschap Wullenhoven telt 19 inschrijvingen in het rijksmonumentenregister. Hieronder een overzicht.
| Object                                 | Oorspronkelijke functie?  | Bouwjaar                          | Architect | Locatie                  | Coördinaten?                  | Nr.?   | Afbeelding                             |
| -------------------------------------- | ------------------------- | --------------------------------- | --------- | ------------------------ | ----------------------------- | ------ | -------------------------------------- |
| Balkenschoten                          | Boerderij                 | 18e eeuw                          |           | Barneveldseweg 122       | 52° 12' 48" NB, 5° 30' 52" OL | 30969  | Meer afbeeldingen                      |
| 'Huissteen'                            | Boerderij                 |                                   |           | Bloemendaalseweg 11      | 52° 13' 20" NB, 5° 30' 52" OL | 30971  | Meer afbeeldingen                      |
| 'Groot Hennekeler'                     | Boerderij                 | 17e-19e eeuw                      |           | Bloemendaalseweg 2       | 52° 13' 36" NB, 5° 30' 18" OL | 30972  | Meer afbeeldingen                      |
| Kruishaardensberg of Kruishaarschans   | Omwalling                 |                                   |           | Omwalling Deuverdenseweg | 52° 12' 36" NB, 5° 31' 58" OL | 30980  | Meer afbeeldingen                      |
| De Berencamp, Hoofdgebouw              | Kasteel, buitenplaats     | 15e eeuw                          |           | Hemmelerweg 1            | 52° 14' 6" NB, 5° 29' 23" OL  | 510423 | Meer afbeeldingen                      |
| De Berencamp, tuin en park             | Tuin, park en plantsoen   | 1906                              |           | Hemmelerweg bij 1        | 52° 14' 1" NB, 5° 29' 39" OL  | 510505 | Upload foto                            |
| De Berencamp, Veeschuur                | Bijgebouwen kastelen enz. | laat 19e eeuw                     |           | Hemmelerweg bij 1        | 52° 14' 5" NB, 5° 29' 33" OL  | 510835 | De Berencamp, Veeschuur                |
| De Berencamp, Tuinvaas                 | Tuin, park en plantsoen   | 18e eeuw                          |           | Hemmelerweg bij 1        | 52° 14' 5" NB, 5° 29' 33" OL  | 510836 | De Berencamp, Tuinvaas                 |
| De Berencamp, Rij gietijzeren paaltjes | Tuin, park en plantsoen   | 19e eeuw                          |           | Hemmelerweg bij 1        | 52° 14' 5" NB, 5° 29' 33" OL  | 510837 | De Berencamp, Rij gietijzeren paaltjes |
| De Berencamp, Tolhuisje                | Bijgebouwen kastelen enz. | 1821                              |           | Putterstraatweg 4        | 52° 14' 1" NB, 5° 29' 39" OL  | 510838 | De Berencamp, Tolhuisje                |
| De Berencamp, Duiventoren              | Tuin, park en plantsoen   | 1860                              |           | Hemmelerweg bij 1        | 52° 14' 5" NB, 5° 29' 33" OL  | 510839 | Meer afbeeldingen                      |
| Salentein, Hoofdgebouw                 | Kasteel, buitenplaats     | 18e/19e eeuw (bouw) 1906 (uitbr.) |           | Putterstraatweg 5        | 52° 14' 8" NB, 5° 29' 46" OL  | 514826 | Meer afbeeldingen                      |
| Salentein, Park                        | Tuin, park en plantsoen   | midden 19e eeuw en later          |           | Putterstraatweg bij 5    | 52° 13' 60" NB, 5° 29' 57" OL | 514827 | Salentein, Park                        |
| Salentein, Boogbrug                    | Tuin, park en plantsoen   | 1849                              |           | Putterstraatweg bij 5    | 52° 13' 60" NB, 5° 29' 57" OL | 514828 | Salentein, Boogbrug                    |
| Salentein, Brug bij het koetshuis      | Tuin, park en plantsoen   | 1906                              |           | Putterstraatweg bij 5    | 52° 13' 60" NB, 5° 29' 57" OL | 514829 | Salentein, Brug bij het koetshuis      |
| Salentein, Koetshuis met schuur        | Bijgebouwen kastelen enz. | 1826                              |           | Putterstraatweg 7        | 52° 14' 9" NB, 5° 29' 48" OL  | 514830 | Salentein, Koetshuis met schuur        |
| Salentein, Dorsmolen                   | Industrie- en poldermolen | 19e eeuw                          |           | Putterstraatweg bij 5    | 52° 14' 10" NB, 5° 29' 50" OL | 514831 | Salentein, Dorsmolen                   |
| Salentein, Grafkelder                  | Bijgebouwen kastelen enz. | 1831                              |           | Putterstraatweg 1        | 52° 13' 59" NB, 5° 29' 41" OL | 514832 | Upload foto                            |
| Salentein, Dubbele dienstwoning        | Dienstwoning              | tweede helft 19e eeuw             |           | Putterstraatweg 1        | 52° 13' 59" NB, 5° 29' 41" OL | 529220 | Meer afbeeldingen                      |